# Éditions du Sablier
Éditions du Sablier est une maison d'édition franco-suisse, fondée en 1919 à Genève par l'écrivain René Arcos (1880-1959) et le graveur belge Frans Masereel (1889-1972).

## Descriptions
René Arcos et Frans Masereel fondent la maison d'éditions lors du séjour de Masereel en Suisse de 1919 à 1922,. Le siège social est transféré à Paris à l'automne 1921.
En 1925, Arcos publie Pierre et Luce de son ami Romain Rolland et s'entoure d'une équipe qui compte Albert Crémieux, fondateur des Éditions Rieder, Léon Bazalgette, puis Jacques Robertfrance, mort jeune d'une affection cardiaque, et Jean Prévost qui sera tué dans le massif du Vercors.
Arcos maintient la maison, transférée en avril 1936 au 91, rue de l'Amiral-Mouchez, qu'il dirige durant la Deuxième Guerre mondiale.
Ces éditions ont publié des livres des anciens animateurs de l'Abbaye de Créteil et des écrivains pacifistes souvent regroupés autour de Romain Rolland.
Parmi les publications :
- Liluli et Pierre et Luce de Romain Rolland
- Le Sang des autres, Le Bien commun et Médard de Paris de René Arcos
- Heures. Livre de la Nuit de Pierre Jean Jouve
- Lapointe et Ropiteau de Georges Duhamel.
- Le Soleil de Frans Masereel
- Calamus de Walt Whitman
- Le Paquebot Tenacity de Charles Vildrac
- Le dernier homme de Andreas Latzko
- Les Poètes contre la guerre, anthologie de la poésie française 1914-1918

Ces livres sont souvent illustrés de bois de Frans Masereel,. La revue Europe (créée en 1923) est en partie l'héritière des Éditions du Sablier.